# 日本漢字音的聲調
日本漢字音的聲調指日本漢字音的資料中所標注的關於漢字的聲調的內容。不同聲調的字以不同的符號作區分。日語僅有音高重音，並無真正如同漢語的聲調，現代日語的漢字音讀也並不區分聲調。

## 概說
《廣韻》將漢字按聲調分為四聲（平聲、上聲、去聲、入聲）。雖然現代日語不區分漢字的聲調，日本漢字音的原始資料往往對聲調的區別有記錄。區別方法是在漢字／假名的角上或邊上加點（「聲點」），以不同的位置區分不同的聲調。
日本漢字音的聲調體系依種類不同而相異，總體而言漢音資料比較忠實的反映中古音的聲調，而吳音資料與其有較大的差異。

## 漢音的聲調
漢音的聲點資料最早在平安時代初期的最後階段出現。其聲調體系主要有以下特點。
- 廣韻的平、上、去、入聲對應於漢音的平、上、去、入聲（「濁上變去」除外」）。
- 廣韻的平聲、入聲字在漢音中又分別區分為「輕」與「重」二類，分別對應於聲母的清（輕）與濁（重）。
- 全濁上聲字在漢音中為去聲，反映出切韻的時代之後中國音發生的濁上變去現象。

漢音的六種調類的調值根據假名所加的聲點推測如下：
- 平聲重 = 低平調
- 平聲輕 = 下降調
- 上聲 = 高平調
- 去聲 = 上升調
- 入聲重 = 低平調
- 入聲輕 = 高平調

## 吳音的聲調
吳音在傳入日本時聲調並未記錄。吳音資料聲點的添加遠晚於漢音，直至十一世紀方出現。其聲調原本如何，只能以現存資料為線索作推測。
- 平安後期至鎌倉時代的法華經誦讀音顯示，吳音分平、上、去、入聲四種調類，內部不再區分「輕」／「重」。（根據假名所加的聲點顯示，平安後期以前的吳音資料只有平、去、入聲。）
- 吳音的調值按假名所加的聲點，與漢音基本一致。
  - 平聲 = 低平調
  - 上聲 = 高平調
  - 去聲 = 上升調
  - 入聲 = 低平調
- 吳音的聲調體系中，漢字的歸類與廣韻及漢音有相當大的不同。入聲字的分類一致，但相當多的漢音的平聲字在吳音中為上聲、去聲，漢音的上聲、去聲字在吳音中為平聲。

## 其他
鎌倉時代傳入的宋音及江戶時代傳入的唐音，無聲點資料。